# 태양중심적 점성술
태양중심적 점성술(太陽中心的 占星術, heliocentric astrology)은 태양이 중앙에 있는 출생 차트에 근거하는 점성술의 방식이다.
점성술의 표준 형식은 지구중심적(地球中心的, geocentric)이며, 지구중심적 출생 천궁도는 지구를 중앙으로 작도되고, 그 행성들은 한 사람이 지구의 중심에서 그것들을 본다는 가정 하의 관점으로 하늘에서 나타나는 위치들이 바퀴모양의 원에 배치된다.
그리스어로 헬리오스라는 단어는 태양을 뜻한다. 태양중심적(헬리오센트릭) 점성술은 태양을 중앙에 두고 작도 되는데, 행성들은 누군가가 태양의 중심에서 그것들을 보고 있다는 가정 하에 그것들이 보여지는 위치들이 바퀴모양의 휠에 배치된다.
지구중심적 점성술은 상승점과 중천점, 달, 하우스, 행성의 각(점성학적 각) 그리고 출생 행성의 하우스와 별자리 배치에 심하게 의존한다. 그러나, 태양중심적 점성술은 (태양의 표면에서는 하우스가 계산될 수 없기 때문에) 하우스와 상승점이나 중천점을 사용하지 않으며, 태양중심적인 출생 천궁도에서는 달의 교점과 역행 운동 또한 없다. 대신에, 태양중심적 점성술은 해석에 있어서 주로 행성들의 갖맺음과 배치에 유념한다. 그러한 이유로, 어떠한 점성가도 지구중심적 점성술을 배척하면서 태양중심적 점성술을 사용하지 않는다. 그러나, 태양중심 점성술의 지지자들은 그것이 지구중심 점성술이 할 수 없는 많은 것들을 드러낸다고 여기며, 따라서 그들은 모든 점성가들이 지구중심 점성술의 보완으로써 태양 중심적적 점성술을 추가할 것을 권고한다.

## 같이 보기
- 존 디